# Blapsilon irroratum
Blapsilon irroratum är en skalbaggsart som beskrevs av Francis Polkinghorne Pascoe 1860. Blapsilon irroratum ingår i släktet Blapsilon och familjen långhorningar. Inga underarter finns listade.